# Pantolamprus ligneus
Pantolamprus ligneus – gatunek afrykańskiego chrząszcza z rodziny sprężykowatych.
Owad osiąga długość w granicach od 16 do 18 mm.
Insekt jest koloru brązowego z żółtymi pokrywami skrzydeł. Osłonkę jego ciała porasta owłosienie: umiarkowanie długie, gęste i złote, natomiast na pokrywach żółte.
Czoło tego chrząszcza określane jest jako łódkowate, o długości mniejszej od szerokości, wypukłe i spłaszczone na przedzie. Podkreśla się jego wydatny przedni brzeg, zaznacza, że ma umiarkowanie szorstką i gęstą punktuację. Szerokie czułki o 11 segmentach cechuje ząbkowanie. Ich podstawa jest węższa od oka. 2. segment ma kształt kulisty, kolejny zaś (trzeci) jest trójkątny, krótszy od następnego. Ostatni z segmentów wykazuje na końcu zwężenie. Górna warga jest półokrągła i pokryta szczecinkami.
Skrzydła o wypukłych pokrywach zwężają się w dystalnych ⅛.
Ostrogi zdobiące golenie są długie. Występują 1-3 tarsomery blaszkowate. Tylny brzeg wydłużonej tarczki (scutellum) jest zaokrąglony, jej brzegi boczne są karbowane.
Zasięg występowania tego gatunku chrząszcza ogranicza się do Angoli.